# 282897 Kaltenbrunner
282897 Kaltenbrunner è un asteroide della fascia principale. Scoperto nel 2007, presenta un'orbita caratterizzata da un semiasse maggiore pari a 2,3713094 UA e da un'eccentricità di 0,1322261, inclinata di 2,62975° rispetto all'eclittica.